# 姚國興
姚國興（？—？），中國清朝官員，本籍中國奉天，是副榜出身。姚國興於1742年（乾隆7年）奉旨於台灣擔任台灣諸羅縣笨港縣丞。管轄約今北港一帶區域。